# Timo Stickler
Timo Stickler (* 26. Oktober 1971 in Aschaffenburg) ist ein deutscher Althistoriker und Hochschullehrer.
Stickler wurde nach einem Studium der Geschichtswissenschaft 2002 an der Universität Würzburg mit einer Arbeit über den spätantiken Feldherrn Aëtius bei Karlheinz Dietz promoviert und war anschließend als Akademischer (Ober-)Rat am Lehrstuhl von Bruno Bleckmann an der Universität Düsseldorf tätig, wo er sich im Wintersemester 2008/9 mit einer Untersuchung über Korinth in klassischer Zeit habilitierte. Ende 2010 erhielt er den Ruf auf eine W3-Professur an der Universität Jena, wo er seit dem Wintersemester 2011/12 lehrt. Er ist Mitglied der katholischen Studentenverbindungen KDStV Gothia Würzburg und KDStV Ferdinandea (Prag) Heidelberg.
Stickler befasst sich in seinen Arbeiten vor allem mit der Spätantike und der Völkerwanderungszeit sowie mit dem antiken Kaukasusraum.
Sein älterer Bruder ist der Neuzeithistoriker Matthias Stickler.

## Schriften (Auswahl)
- „Gallus amore peribat“? Cornelius Gallus und die Anfänge der augusteischen Herrschaft in Ägypten (= Althistorische Studien der Universität Würzburg. Bd. 2). Leidorf, Rahden 2002, ISBN 3-89646-832-4 (Zugleich: Würzburg, Universität, Magisterarbeit, 1996).
- Aëtius. Gestaltungsspielräume eines Heermeisters im ausgehenden Weströmischen Reich (= Vestigia. Bd. 54). Beck, München 2002, ISBN 3-406-48853-6 (Zugleich: Würzburg, Universität, Dissertation, 2000).
- Die Hunnen (= Beck’sche Reihe. 2433). Beck, München 2007, ISBN 978-3-406-53633-5 (In italienischer Sprache: Gli Unni (= Universale paperbacks Il mulino. 570). Il Mulino, Bologna 2009, ISBN 978-88-15-13043-3).
- Korinth und seine Kolonien. Die Stadt am Isthmus im Mächtegefüge des klassischen Griechenland (= Klio. Beihefte, NF 15). Akademie-Verlag, Berlin 2010, ISBN 978-3-05-004666-2 (Zugleich: Düsseldorf, Universität, Habilitations-Schrift, 2009).
- mit Umberto Roberto (Hrsg.): Das Weströmische Reich und seine Erforschung. Neue Perspektiven. Kohlhammer, Stuttgart 2024, ISBN 978-3-17-042086-1.